# Salvate Sad Hill
Salvate Sad Hill (Desenterrando Sad Hill) è un documentario spagnolo del 2017 diretto da Guillermo de Oliveira, incentrato sul processo di ricostruzione, ad opera di un'associazione di volontari, del cimitero di Sad Hill creato nel 1966 per le riprese della sequenza finale del film Il buono, il brutto, il cattivo.

## Trama
Nel 1966 si svolsero in Spagna le riprese del film Il buono, il brutto, il cattivo. Parte delle località erano situate nella valle Mirandilla, nella provincia di Burgos, a Contreras e Santo Domingo de Silos, vicino a Covarrubias. Per facilitare le riprese di questa produzione internazionale, il governo, presieduto dal generale Francisco Franco, offrì la collaborazione di diverse centinaia di soldati che, debitamente pagati, lavorarono sia alla costruzione dei set che come comparse. Per la sequenza finale del film, il triello fra Tuco, Sentenza e il Biondo, venne costruito un cimitero circolare con circa quattromila tombe.
Una volta terminate le riprese, il set fu abbandonato agli elementi della natura e rimase nell'oblio fino a quando, nel 2014, un gruppo di fan del film decise di ricostruirlo, fondando l'Associazione Culturale Sad Hill e ottenendone il permesso dalla Junta de Castilla y León. Dato il lavoro enorme, i fan diffusero il progetto attraverso i servizi di rete sociale e ricorsero al crowdfunding, offrendo in cambio di una piccola donazione in denaro la possibilità di collocare il proprio nome su una delle tombe del cimitero.
Nel documentario vengono intervistati i quattro promotori del progetto: David Alba, Sergio Garcia, Diego Montero e Joseba del Valle, e due loro collaboratori, Jean-Pierre e Anne-Marie Lanoue. Segue poi una serie interviste ai membri del cast de Il buono, il brutto, il cattivo fra i quali: Ennio Morricone, Eugenio Alabiso, Clint Eastwood, Sergio Salvati, Carlo Leva e Sergio Leone, attraverso registrazioni risalenti al 1977, e a tre dei soldati che lavorarono alla costruzione dei set e come comparse: Juan José de la Horra, José Urrutia e Rafael Solana.
Inoltre, vengono raccontate le diverse versioni dell'incidente del brillamento anticipato del ponte costruito dall'Esercito, quando le cineprese non erano ancora state avviate.
Infine il film valuta l'influenza che la pellicola di Leone ha avuto nel cinema e nella musica, intervistando persone famose come James Hetfield dei Metallica, i registi Joe Dante e Álex de la Iglesia, il critico Stephen Leigh, gli esperti dell'opera di Leone Sir Christopher Frayling e Peter J. Hanley, ed altri appassionati meno famosi, come Will Ross, Devan Scott e Daniel Jeffery, che nel 2014 visitarono il set prima dell'inizio dei lavori di ricostruzione.

## Distribuzione
Alla fine del 2018 il film è stato distribuito da Netflix, accompagnato dai sottotitoli in spagnolo, inglese, francese, tedesco e arabo.

## Accoglienza
Jordi Costa de El País ha scritto che il film abusa delle interviste e che si "avvicina pericolosamente al reportage", ma apprezza positivamente il modo in cui mostra lo sforzo di questo gruppo di fan che sviluppa un'opera vicino all'archeologia per recuperare un posto di finzione..
D'altra parte Jesús Palacios di Fotogramas ha scritto che il film "è emotivo ed inquietante, riflettendo un'opera di archeologia cinematografica su un cinema che non esiste più".
Il critico de La Razón ha scritto che il documentario è "un canto d'amore al cinema come deposito di memoria storica e sentimentale", ma crede che "sfrutti la lacrima complice che solo i fan irredenti di Leone possono versare"..
Federico Marín di ABC ha apprezzato la tenacia di Guillermo de Oliveira e l'aver posto sullo stesso piano i "fan" e i grandi nomi come Clint Eastwood, anche se pensa che avrebbe dovuto accorciarne un po' 'la durata..

## Premi e riconoscimenti
- Nominato Premio Goya[9][10][11]

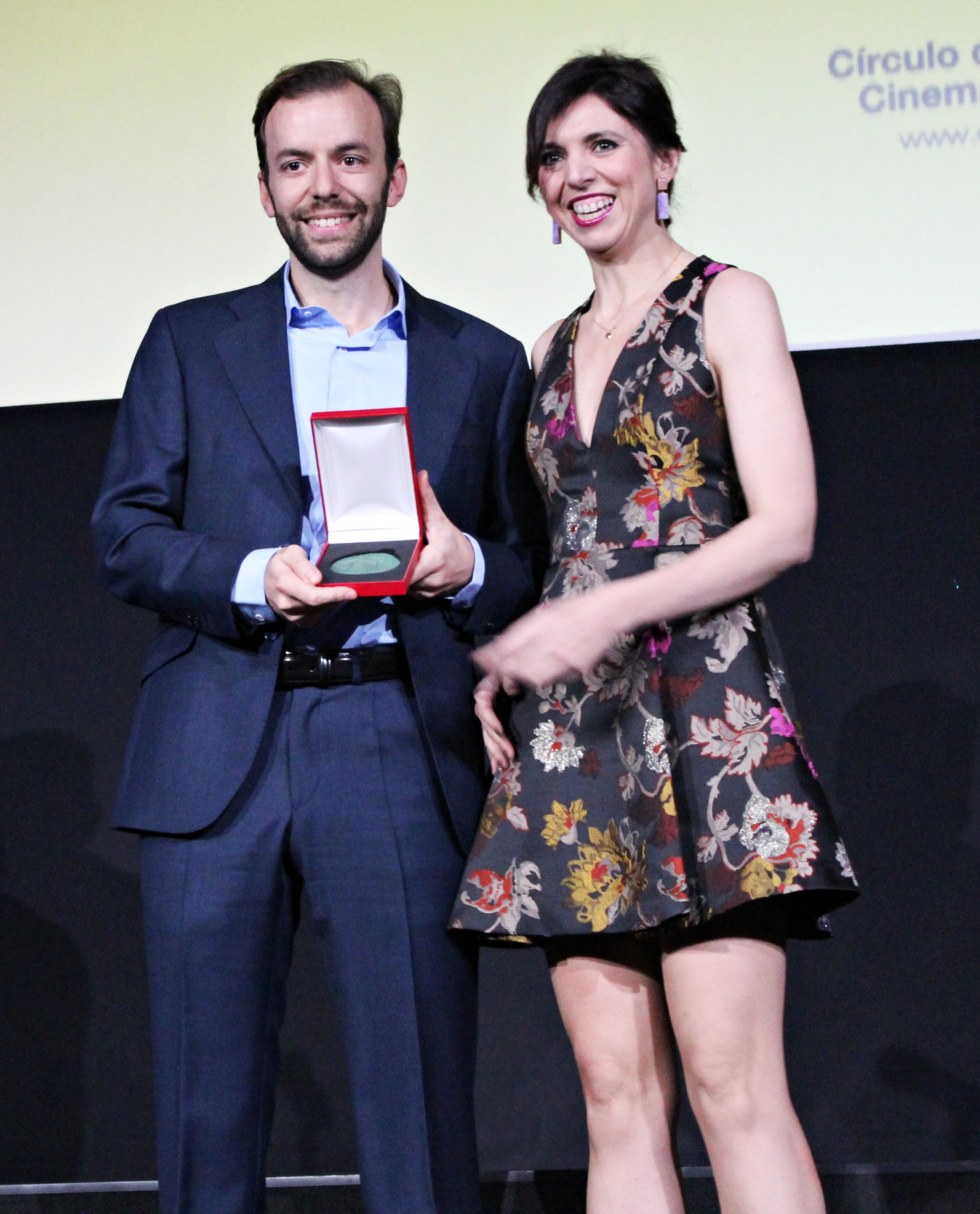
Oliveira e Cowell ricevono la Medallas del Círculo de Escritores Cinematográficos per il miglior documentario.

- Nominato Premios Cinematográficos José María Forqué[12]
- Festival de Cine de Sitges
- Festival de Wéstern de Almería